# Ober-, Mittel- und Untersee in der Ville-Seenkette
Koordinaten: 50° 48′ 46″ N, 6° 50′ 57″ O

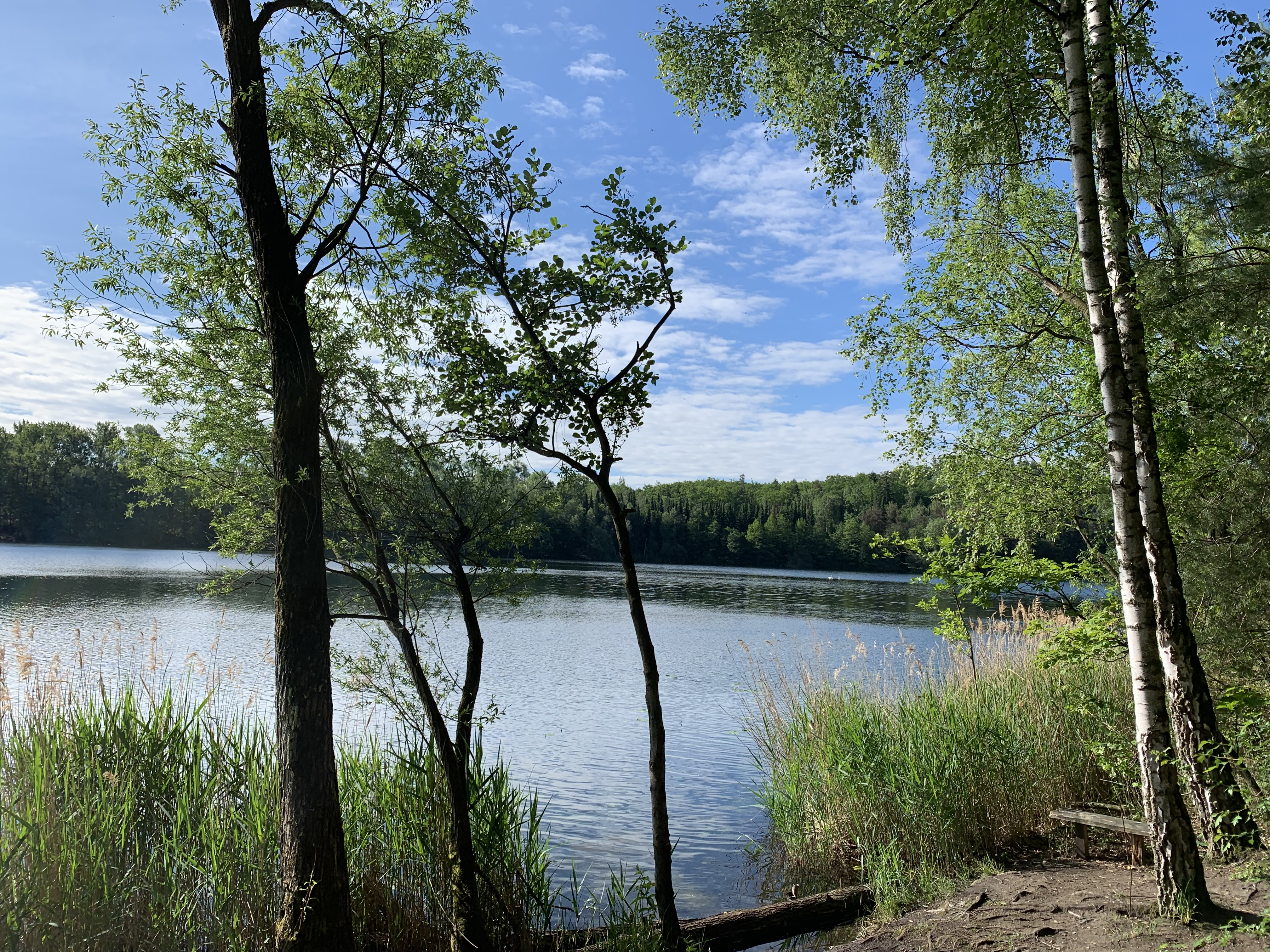
Naturschutzgebiet Ober-, Mittel- und Untersee in der Ville-Seenkette, Blick auf den Untersee (Mai 2019)

Das Naturschutzgebiet Ober-, Mittel- und Untersee in der Ville-Seenkette liegt auf dem Gebiet der Städte Brühl und Erftstadt im Rhein-Erft-Kreis in Nordrhein-Westfalen. Das Gebiet erstreckt sich südwestlich der Kernstadt von Brühl und östlich von Liblar, einem Stadtteil von Erftstadt. Es umfasst den Ober-, den Mittel- und den Untersee in der Seenkette der Ville.  Alle drei sind künstlich angelegte Gewässer und Teil der durch den Abbau von Braunkohle entstandenen Villeseen des Naturparks Rheinland.

## Bedeutung
Das etwa 58,1 ha große Gebiet wurde im Jahr 2003 unter der Schlüsselnummer BM-037 unter Naturschutz gestellt. Schutzziele sind
- Erhalt und Optimierung von Abgrabungsgewässern als Lebensraum für eine große Zahl z. T. gefährdeter Pflanzen- und Tierarten und als Rastplatz für durchziehende Wasservögel und
- Erhalt und Sicherung der Characeen-Bestände.[2]